# Dil Pe Mat Le Yaar
Dil Pe Mat Le Yaar – dramat miłosny i kino akcji z Manoj Bajpai w roli głównej. Towarzyszą mu Tabu i Saurabh Shukla, który napisał też scenariusz do filmu. Dramat z 2000 roku w reżyserii debiutanta Hansal Mehta. Tematem filmu jest przemiana, jaka dokonuje się w niewinnym, uczciwym człowieku, który przyjechawszy z Jaunpur w Uttar Pradesh do Mumbaju staje się przedmiotem manipulacji dziennikarki.

## Obsada
- Manoj Bajpai – Ram Saran Pandey
- Tabu – Kamya Lal
- Saurabh Shukla – Gaitoude
- Aditya Srivastava – Tito
- Divya Jagdale – Gayatri
- Kishore Kadam – Bhaskar Shetty
- Kashmira Shah – tańczy w tytułowej piosence

## Muzyka i piosenki
Muzykę do filmu skomponował Raju Singh, autor muzyki do takich filmów jak: Chandni Bar, Na Tum Jaano Na Hum, Ishq Vishk, Armaan, Fida, Page 3, Aap Ki Khatir, Gangster, Kalyug. Piosenki do filmu skomponował Vishal Bhardwaj, autor muzyki do Satya, Maachis, Chachi 420, No Smoking, Cichy, Maqbool, Omkara (dwa ostatnie też reżyserował).
- Dil Pe Mat Le Yaar
- Chal Padi
- Sunti Kya Ho Jee
- Swagatam
- Paagal Hoon
- Lai Ja Re
- Haule Haule
- Chal Padi (Remix)